# Эстоппель
Эсто́ппель (англ. estoppel, от англ. estop — лишать права возражения), или запрет на противоречивое поведение (лат. venire contra factum proprium), — правовой принцип, согласно которому лицо в силу некоторых обстоятельств утрачивает право ссылаться на какие-либо факты в обоснование своих притязаний. Изначально разработан в англосаксонском праве, откуда был воспринят международной судебной и арбитражной практикой. 
В континентальном праве аналогичный принцип venire contra factum proprium выводится из общей презумпции добропорядочности участников гражданского оборота. С 2013 г. включён в российское законодательство (пункт 5 статьи 166 ГК РФ), а в 2015 г. универсализирован (пункт 3 статьи 432 ГК РФ). Например, если работы были выполнены до согласования всех существенных условий договора подряда, но впоследствии были приняты заказчиком, то заказчик не может отказаться от их оплаты, ссылаясь на то, что договор не был заключен.

## В международном праве
В международном публичном праве данный правовой принцип означает утрату государством права ссылаться на какие-либо факты или обстоятельства в обоснование своих международных притязаний. Это процедурное условие закреплено Венской конвенцией о праве международных договоров 1969 года и Венской конвенцией о праве договоров между государствами и международными организациями или между международными организациями 1986 года. Венская конвенция 1969 года исключает возможность ссылок на эстоппель, когда международный договор был заключён под влиянием силы или в противоречии с императивными нормами международного права. Часто эстоппель применяется в случаях, когда имеются значительные расхождения между предшествующим и нынешним отношением государства к какому-либо вопросу. Например, Международный суд ООН в 1962 году в решении по вопросу между Камбоджей и Таиландом о храме Прэахвихеа применил эстоппель, отклонив ссылку Таиланда на неправильность карты, устанавливающей границу между государствами в районе храма, на том основании, что на протяжении 15 лет Таиланд не заявлял об этом и, более того, пользовался выгодами, которые это ему давало.
Эстоппель как правовой принцип в отношениях между государствами может применяться только при условии соблюдения основных принципов современного международного права: государственного суверенитета, равенства всех государств, самоопределения народов и запрещения угрозы силой или её применения в отношениях между государствами.
Принцип эстоппеля может применяться в международном частном праве, например, в мировой судебной (арбитражной) практике, согласно которой стороны теряют право ссылаться на прежнее соглашение (арбитражную оговорку), если молчаливо соглашаются на изменение подсудности и рассмотрение дела в государственном (национальном суде).